# George Rowe
Pour les articles homonymes, voir Rowe.
George Rowe (né le 15 septembre 1894 dans le Maine, et mort le 18 novembre 1981 à Los Angeles, en Californie) est un acteur américain.

## Filmographie partielle
- 1921 : Voyage au paradis (Never Weaken) de Fred C. Newmeyer et Sam Taylor
- 1922 : Le Petit à Grand-maman (Grandma's Boy) de Fred C. Newmeyer
- 1922 : Grandeur et Décadence (Daydreams) de Buster Keaton et Edward F. Cline
- 1923 : Uncensored Movies de Roy Clements
- 1925 : Quelle vie ! (Isn't Life Terrible?) de Leo McCarey
- 1928 : Ton cor est à toi (You're Darn Tootin') de Edgar Kennedy